# Джон Дензмор
Джон Пол Дензмор (р. 1 декември 1944 г.) е американски музикант и текстописец. Най-известен става с участието си като барабанист в рок групата Дорс, от 1965 до 1973 г.

## Биография
Роден в Лос Анджелис, Дензмор посещава колежа Санта Моника и колежа Нортридж. През 1965 г., се присъединява към групата Дорс и остава неин член до разпадането ѝ през 1973 г. Според книгата на Дензмор, той е напуснал групата веднъж като реакция на саморазрушителното поведение на Морисън, но на следващия ден се е върнал в състава. Барабанистът често предлага групата да прекрати турнената си, но Кригър и Манзарек са категорично против. Спирането на изпълненията на живо става чак през 1970 г., след концерт в Ню Орлеанс.
Дензмор е твърдо против използването на музиката на Дорс за комерсиални цели (телевизионни реклами). Той дори отхвърля предложение на Кадилак от 15 милиона долара, в замяна на които да използват песента „Break On Through (To the Other Side)‎“ в своя реклама. По-късно обаче се съгласява Пирели да използват „Riders on the Storm“ в своя реклама, само за Англия. Дензмор обяснява, че чул гласа на Джим и получените пари дарил за благотворителност.
Дензмор напуска света на рок през 80-те и минава в света на денс музиката и започва да свири с Bess Snyder and Co., като изнасят заедно турне в САЩ.
През 1984 г., в Ла Мама Тиътър в Ню Йорк, той прави сценичния си дебют с „Кожи“ („Skins“) — кратка пиеса, която написал. През 1985 г., Дензмор пчели награда за музика с „Methusalem“, режисиран от Тим Робинс. Пиесата „Кръгове“ („Rounds“), която ко-продуцира, печели наградата на Националната асоциация за напредък на цветнокожите през 1987 г. През 1988 г., той играе в „Band Dreams“ и „Bebop“ в Джийн Динарски Тиътър. След това играе в „Краля на джаза“ в 1989 г. Заедно с Адам Ант ко-продуцира „Be Bop A Lula“ в Тиътър Тиътър през 1992 г. Дензмор участва в много телевизионни филми, от които най-запомнящият се е „Square Pegs“, където е барабанист в групата на Джони Слаш Open 24 Hours. Участвал е във филми с Малкълм МакДоуел („Полудей“), с Пенелопе Сферис („Пичове“) и в биографичния „Дъ Дорс“, режисиран от Оливър Стоун. Заедно с Кригър работят като технически съветници по филма. Групата остава силно впечатлена от изпълнението на Вал Килмър, но като цяло са разочаровани от филма.
Дензмор издава автобиографията си, озаглавена „Конниците на бурята“ („Riders On The Storm“), в която описва живота си и времето прекарано с Дорс. В първата глава описва деня, в който групата посещава за първи път гроба на Морисън три години след смъртта му. Като член на Дорс Дензмор е въведен в Рок залата на славата.
Говори се, че Дензмор работи по първия си роман, продуцира документален филм и криминален филм озаглавен „Проект завръщане“, режисиран от Лесли Нийл. Когато има време, изнася лекции в колежи из САЩ.
Освен това Дензмор иска да се завърне към джаз музиката и създава своя група наречена Tribaljazz. Те издават дебютния си албум през 2006 г.
|  | Тази страница частично или изцяло представлява превод на страницата John Densmore в Уикипедия на английски. Оригиналният текст, както и този превод, са защитени от Лиценза „Криейтив Комънс – Признание – Споделяне на споделеното“, а за съдържание, създадено преди юни 2009 година – от Лиценза за свободна документация на ГНУ. Прегледайте историята на редакциите на оригиналната страница, както и на преводната страница, за да видите списъка на съавторите. ВАЖНО: Този шаблон се отнася единствено до авторските права върху съдържанието на статията. Добавянето му не отменя изискването да се посочват конкретни източници на твърденията, които да бъдат благонадеждни. |